# 篠田奈保子
篠田 奈保子（しのだ なおこ、本名：中川 奈保子〈旧姓：篠田〉、1972年2月5日 - ）は、日本の政治家、弁護士。立憲民主党所属の衆議院議員（1期）。

## 来歴
北海道斜里郡清里町出身。写真館を営む家庭で6人姉弟の次女として生まれ、祖父母を含む10人の大家族で育った。
清里町立清里小学校、清里町立清里中学校、北海道清里高等学校を経て、2年間の浪人生活後、北海道大学法学部に進学した。卒業後は1999年に弁護士登録。
帯広市の斉藤道俊法律事務所、東京パブリック法律事務所、2008年に法テラス釧路法律事務所を経て、釧路市で配偶者の弁護士と共に「はるとり法律事務所」を営んでいる。
2019年6月に次期総選挙で立憲民主党から北海道7区から出馬することが決定した。2021年10月31日の第49回衆議院議員総選挙では立憲民主党公認で北海道7区から立候補したが、自由民主党の伊東良孝に敗れ、惜敗率7位であったため比例北海道ブロックで立憲民主党が確保した3議席にも届かず落選。
2024年10月27日の第50回衆議院総選挙では再び北海道7区から立候補し、自由民主党の鈴木貴子に敗れたものの、比例北海道ブロックで復活し初当選。なお、女性優遇措置として池田真紀と共に比例1位に登載されていたが（他の重複立候補者は3位）、落選した重複立候補者が3人で立憲民主党が比例で3議席を確保したことから結果的に当落には影響しなかった。
4児の母。その他、日弁連貧困問題対策本部委員、北海道セーフティネット協議会代表理事、釧路市の各種審議会委員などを務めた。

## 選挙
| 当落 | 選挙                   | 執行日         | 年齢 | 選挙区      | 政党       | 得票数    | 得票率 | 定数 | 得票順位 /候補者数 | 政党内比例順位 /政党当選者数 |
| ---- | ---------------------- | -------------- | ---- | ----------- | ---------- | --------- | ------ | ---- | ------------------ | ---------------------------- |
| 落   | 第49回衆議院議員総選挙 | 2021年10月31日 | 49   | 北海道第7区 | 立憲民主党 | 4万5563票 | 32.71% | 1    | 2/3                | 7/3                          |
| 比当 | 第50回衆議院議員総選挙 | 2024年10月27日 | 52   | 北海道第7区 | 立憲民主党 | 5万4888票 | 41.56% | 1    | 2/2                | 1/3                          |